# Bootsfunde von Ralswiek
Bei den Bootsfunden von Ralswiek handelt es sich um vier Bootswracks bzw. um Reste von Booten aus der Wikingerzeit, die in den Jahren 1967, 1968 und 1980 im verlandeten Boddenstrand von Ralswiek entdeckt wurden, einer Gemeinde im Norden Rügens.

Lage

## Fund- und Grabungsumstände
Ralswiek dürfte zu den ältesten Siedlungsplätzen Rügens gehören und war vermutlich ein wichtiger slawischer Seehandelsplatz. Die Anfänge der ersten Siedlung Ralswieks sind auf das Ende des 8. Jahrhunderts datiert. Zur ersten Siedlungsperiode zählt der Bau von Häusern und Schiffseinfahrten. Die vier Bootsfunde von Ralswiek zählen zur zweiten Siedlungsperiode, in der ein Hafen eigens für den Handel genutzt wurde. Die Siedlung Ralswiek diente als wichtiger Handelsplatz im regen Austausch und als Schnittstelle zwischen den nördlich und westlich angesiedelten Wikingern und den im Osten angestammten Slawen. Es ist davon auszugehen, dass die Siedlung Ralswieks ein schreckliches Ende nahm. Zahlreiche Brandspuren sowie ein zertrümmerter Kinderschädel, der von einem Feldstein bedeckt wurde, lassen den Rückschluss zu, dass es zu gewaltsamen Auseinandersetzungen kam. Im 10. Jahrhundert wurde Ralswiek als Handelsplatz vermutlich von den Dänen im Zuge ihres Angriffs auf die Tempelburg Arkona, zerstört. Die dritte Siedlungsperiode ist der Niedergang der Siedlung, in der die Hafenmolen und Schiffseinfahrten verlandeten.
Im Jahre 1967 stieß während der Bauarbeiten an einem Abflussgraben ein Bagger auf Holzteile eines Bootswracks. Am nächsten Tag traf er in circa 15 m Entfernung auf die Planken eines weiteren Wracks. Die Wracks lagen unter einer einen Meter dicken Torfschicht im ehemaligen Boddenstrand begraben. Im Folgejahr, als die archäologischen Arbeiten fortgesetzt wurden, fand man Reste eines dritten Bootes. Das vierte Boot wurde 1980 bei Grabungen an einer Wassergrube entdeckt. Da es den Archäologen vor Ort nicht möglich war, das Holz zu konservieren, ließ man die Bootsreste am Fundort zurück und bedeckte sie mit Seesand und Torf.
Erst 1993 konnte das am besten erhaltene Boot „Ralswiek-2“ schrittweise geborgen werden. Der Kiel sowie der vordere Stevenrest wurden zur Konservierung in das Archäologische Landesmuseum Schleswig-Holstein in Schloss Gottorf gebracht. Die übrigen Holzteile wurden vorerst in Wassertrögen konserviert, ehe sie 1996 ins Archäologische Landesmuseum Mecklenburg-Vorpommern nach Schwerin gebracht wurden. 
Seit 1998 sind im Museum für Unterwasser-Archäologie im alten Fährhafen von Sassnitz Teile von „Ralswiek-2“ ausgestellt, so auch der Kiel und das Stevenstück. Darüber sind die Planken und Spanten zu sehen, die im Museum restauriert wurden. Das Museum ist derzeit[veraltet] wegen Sanierungsarbeiten geschlossen.

## Einzelbeschreibungen der Boote
Die Ralswieker Boote waren alle zwischen 9,5 und 14 Metern lang und als Last- und Mannschaftsboote konstruiert. Wahrscheinlich lag eine Mischung aus slawischer und wikingischer Bauart vor. Die Boote waren systematisch abgewrackt worden. Dabei wurden gut erhaltene Spanten wiederverwendet, was eine gewisse Vereinheitlichung beim Schiffbau erforderte.

### Boot I
Boot I stammt aus dem 9. oder 10. nachchristlichen Jahrhundert, war etwa 14 Meter lang, 3,40 Meter breit und bei einem Tiefgang von ungefähr einem Meter 1,40 Meter hoch. Ob es ein Segel besaß, ist nicht geklärt.

### Boot II
Das Rigg von Boot II deutet darauf hin, dass dieses 9 Meter lange und 2,50 Meter breite Boot mit acht bis zehn Ruderpaaren ursprünglich auch mit einem Rahsegel ausgestattet war. Möglicherweise diente das Boot, das aus dem 9. oder 10. Jahrhundert stammt, einst als Kriegsschiff. Eric Andersen vom Marinearchäologischen Forschungszentrum Roskilde unternahm den Versuch, das Rigg zu rekonstruieren, obwohl von der ursprünglichen Takelage keine Überreste mehr vorhanden waren. Er konnte sich dabei unter anderem auf die Erkenntnisse aus den Skuldelev-Funden in Dänemark stützen.

#### Rekonstruktionen
Boot II wurde nach der Konservierung im Jahr 1996 zweimal nachgebaut, wobei unterschiedliche Interpretationen des Fundmaterials umgesetzt wurden. Nach erfolgreichen Probefahrten gerieten diese Boote jedoch 2005 wieder aus dem Blickfeld der Öffentlichkeit. Weitere Nachbauten von Boot II wurden nicht in originaler Bauweise hergestellt, sind aber dafür noch in Fahrt.
Rekonstruktionen des zweiten Bootes befinden sich etwa im Archäologischen Freilichtmuseum Groß Raden und im Ukranenland bei Torgelow. Die Svarog wurde 1997 gebaut; das Groß Rader Schiff mit dem Namen Bialy Kon („Weißes Pferd“) folgte 1998. Es ist ein Museumsschiff.

### Boot IV
Boot IV, das im Juli 1980 am Strand gefunden wurde, wurde offenbar im 8. oder 9. Jahrhundert nach Christus dort demontiert und als Baulager abgelegt. Steine, die im Inneren des ausschließlich aus Eichenholz gebauten Plankenboots gefunden wurden, sollten wohl dazu dienen, ein Weggleiten zu verhindern. Außer diesen Steinen wurden in der näheren Umgebung des Bootes Hornzapfen und Fresendorfer Keramik gefunden.
Das Boot dürfte 12 bis 13 Meter lang gewesen sein, wie aus dem 8,65 Meter langen Überrest des Kielbalkens zu schließen ist, und für eine Besatzung von ungefähr zehn Mann ausgelegt gewesen sein. Seine Breite dürfte zwischen 3,20 und 3,40 Metern gelegen haben, die Bodenhöhe bei etwa 40 Zentimetern und die Bordhöhe bei 50 bis 60 Zentimetern, woraus sich eine Gesamthöhe von etwa einem Meter ergibt. Zum Kalfatern wurden neben Teer auch Menschenhaar, Schafswolle und Moos verwendet.